# Давид Едер
Давид Монтаж Едер (на английски: David Montague Eder) е английски психоаналитик, лекар, ционист и писател. Известен е най-вече с авангардните си психоаналитични изследвания във Великобритания.

## Биография

### Образование и медицинско обучение
Едер учи медицина в болницата Св. Бартоломей в Лондон. След като завършва, пътува през САЩ, Южна Африка и Боливия, където става военен хирург в боливийската армия.
Едер се връща в Лондон през 1900 г. и започва практика. Неговият интерес в педиатричната медицина води до назначаването му за лекар в Школата на Лондонската клиника и Школата за медицински сестри в Дептфорд през 1910 г.

### Опит във военната медицина
През Първата световна война Едер се присъединява към британската армия като служи в Кралския медицински военен корпус като временен капитан, назначен в психоневрологичния департамент в Малта. По-късно той отново се връща към физическите и душевни рани на войниците в своята книга от 1917 г. Военен шок, Психоневрози във войната: Психология и лечение

### Занимания с психоанализа
В началото на 1910 Едер се заинтересува от психоаналитичните теории, разпространяващи се в Европа. Подписвайки се като М. Д. Едер, той превежда на английски език творби на Карл Юнг (Диагностични асоциативни изследвания и Теорията на психоанализата) и на Зигмунд Фройд (Психология на съня: Психоанализа за начинаещи и Върху сънищата). По-късно Едер отдава предпочитанията си на фройдисткия подход пред юнгианския. Автор е и на собствени статии по психоанализа.